# Polnische Unihockeynationalmannschaft

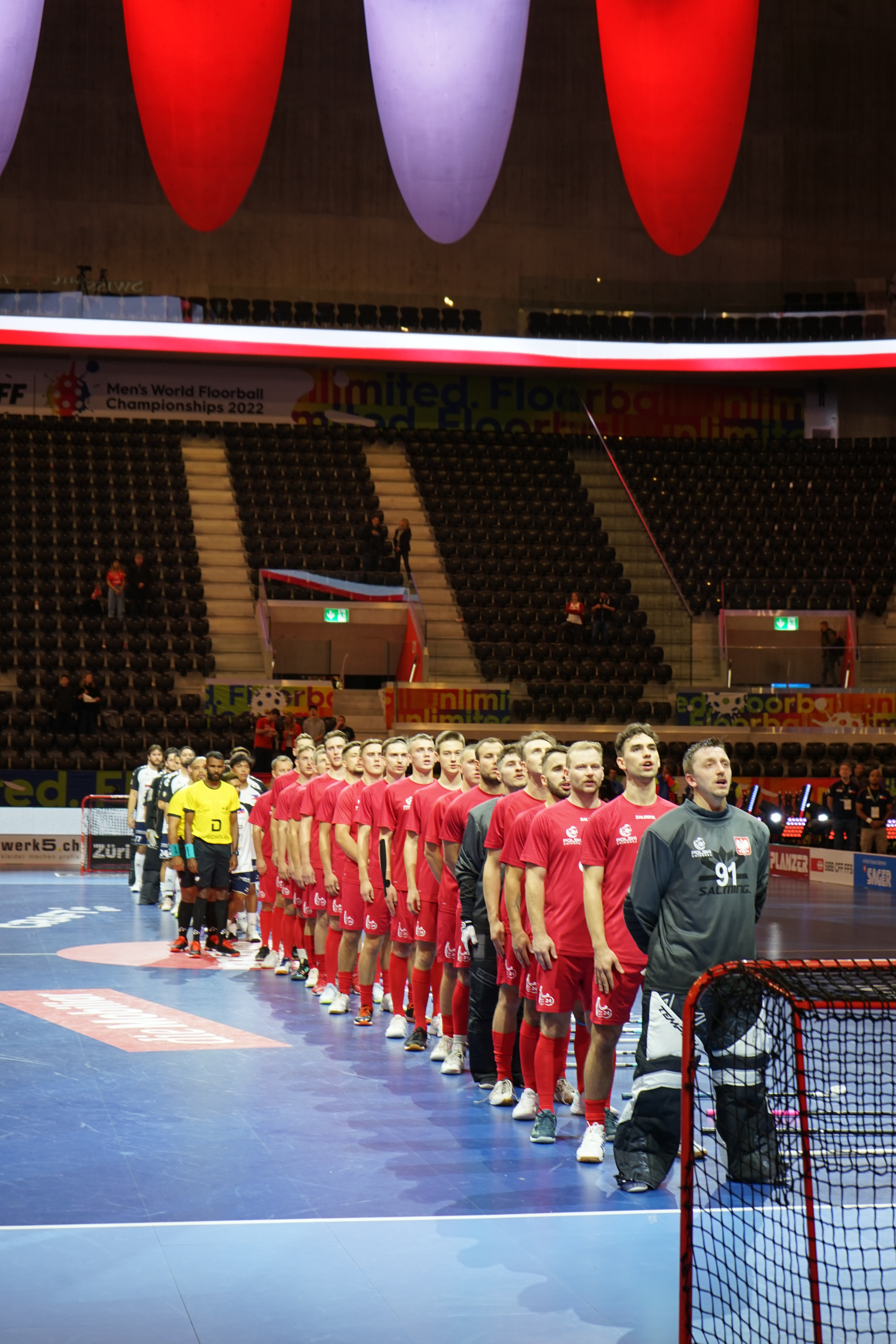
Spieler der polnischen Mannschaft beim Abspielen der Nationalhymne während der Weltmeisterschaft 2022 in Zürich

Die polnische Unihockeynationalmannschaft repräsentiert Polen bei Länderspielen und internationalen Turnieren in der Sportart Unihockey (auch bekannt als Floorball).
Der polnische Floorballverband wurde 1995 gegründet und 1997 in die International Floorball Federation aufgenommen. Das erste Länderspiel trug die polnische Nationalmannschaft am 19. September 1998 gegen Lettland aus (1:5-Niederlage). 2000 nahm Polen auch erstmals an der Weltmeisterschaft teil. Beim Turnier in Norwegen erreichte man den zwölften Platz. Mit Platz neun bei der Weltmeisterschaft 2010 in Finnland feierte Polen das bisher beste Weltmeisterschaftsresultat.

## Weltmeisterschaften
| WM   | Austragungsort(e)                              | Platz              |
| ---- | ---------------------------------------------- | ------------------ |
| 2000 | Drammen, Oslo, Sarpsborg                       | 12. Platz          |
| 2002 | Helsinki                                       | 13. Platz          |
| 2004 | Zürich, Kloten                                 | keine Teilnahme    |
| 2006 | Helsingborg, Malmö, Botkyrka, Solna, Stockholm | 21. Platz          |
| 2008 | Ostrava, Prag                                  | 12. Platz          |
| 2010 | Helsinki, Vantaa                               | 09. Platz          |
| 2012 | Zürich, Bern                                   | 10. Platz          |
| 2014 | Göteborg                                       | nicht qualifiziert |
| 2016 | Riga                                           | 13. Platz          |
| 2018 | Prag                                           | 13. Platz          |
| 2021 | Helsinki                                       | 11. Platz          |
| 2022 | Zürich, Winterthur                             | 11. Platz          |
| 2024 | Malmö                                          | 12. Platz          |